# Günther W. Jörg
Günther W. Jörg (* 9. März 1927 in Zweibrücken; † 24. November 2010 in Reinheim) war ein Wissenschaftler und Forscher, der sein Leben der Erforschung des Bodeneffektes und der Entwicklung und Konstruktion von Bodeneffektfahrzeugen nach dem Stauflügelprinzip widmete.
Jörg war Entwicklungsingenieur bei dem Firmenverbund Bölkow, Heinkel und Messerschmitt im „Entwicklungsring Süd“ in München für VTOL-Systeme und -Flugzeuge. Er bearbeitete beide Prototypen des Senkrechtstarters VJ 101 C und später in Speyer das VC-400-VTOL-Projekt.
Nach dem Wechsel zur VFW Fokker in Speyer am Rhein war Jörg verantwortlich für die Leitung des Flugplatzes Speyer / Hockenheim.
Parallel zu seiner beruflichen Tätigkeit widmete sich Jörg der Forschung und Entwicklung des bis dato weitgehend unerforschten Bodeneffektes. Im Rahmen seiner beruflichen Tätigkeit, auch als Assistent der damaligen Werksleitung von VFW Fokker, hatte er maßgebliche Kontakte zu Alexander Lippisch und begleitete dessen Bodeneffektforschung anhand der einflügeligen RFB X-113.
Auswertungen und Beobachtungen der Ergebnisse der Testflüge führten dann zur Verbesserung des Flugverhaltens im Bodeneffekt durch die Tandemflügelkonzeption.
Mit seiner eigenen Entwicklung der Tandem-Airfoil-Flairboote (TAF-System) schuf er ein neues, schnelles, sehr wirtschaftliches Transportsystem auf dem Wasserwege, das große Reichweiten bei hoher Geschwindigkeit erreicht. Jörg unternahm zahlreiche Versuche im Windkanal und mit ferngesteuerten Modellen  und erforschte zwischen 1963  und 1974 die Grundlagen für dieses neue Transportsystem. Er ermittelte mit Hilfe von Computerberechnungen eigens neue Profile für den Bodeneffekt.
Diese eigenstabilen, aerodynamischen Fahrzeuge werden nur mit Seitenruder und Gashebel gesteuert wie Motorboote. Die Stabilität wird sowohl bei niedriger als auch bei hoher Geschwindigkeit erreicht, und es ist im Kurvenflug auch eine Schräglage bis zu 30° möglich. Dadurch ist eine große Manövrierbarkeit gegeben, das ist signifikant für die Sicherheit während des Bodeneffektfluges.
Insgesamt wurden 16 verschiedene, bemannte Fahrzeuge verschiedener Größen in verschiedenen Materialien und Konstruktionen gebaut und erfolgreich langzeitgetestet in verschiedenen Klimazonen und zu diversen Jahreszeiten mit einer großen Anzahl von Antriebssystemen, wie auch bei verschiedenen Seeverhältnissen.
Bereits im Jahre 1974 wurde dieses „Tandem Airfoil System“ durch das Deutsche Verkehrsministerium als Motorboot klassifiziert. Daher entsprechen Zulassungs- und Qualifikationsbedingungen den Erfordernissen von Motorbooten.
Für seine Pionierarbeit für modernes Ingenieurwesen wurde G. W. Jörg mit dem höchstdotierten privaten Wissenschaftspreis in Deutschland ausgezeichnet. Er erhielt im Jahre 1984 den „Philip Morris Forschungspreis für das neue Transportsystem des 21. Jahrhunderts“.